# Cele treisprezece colonii

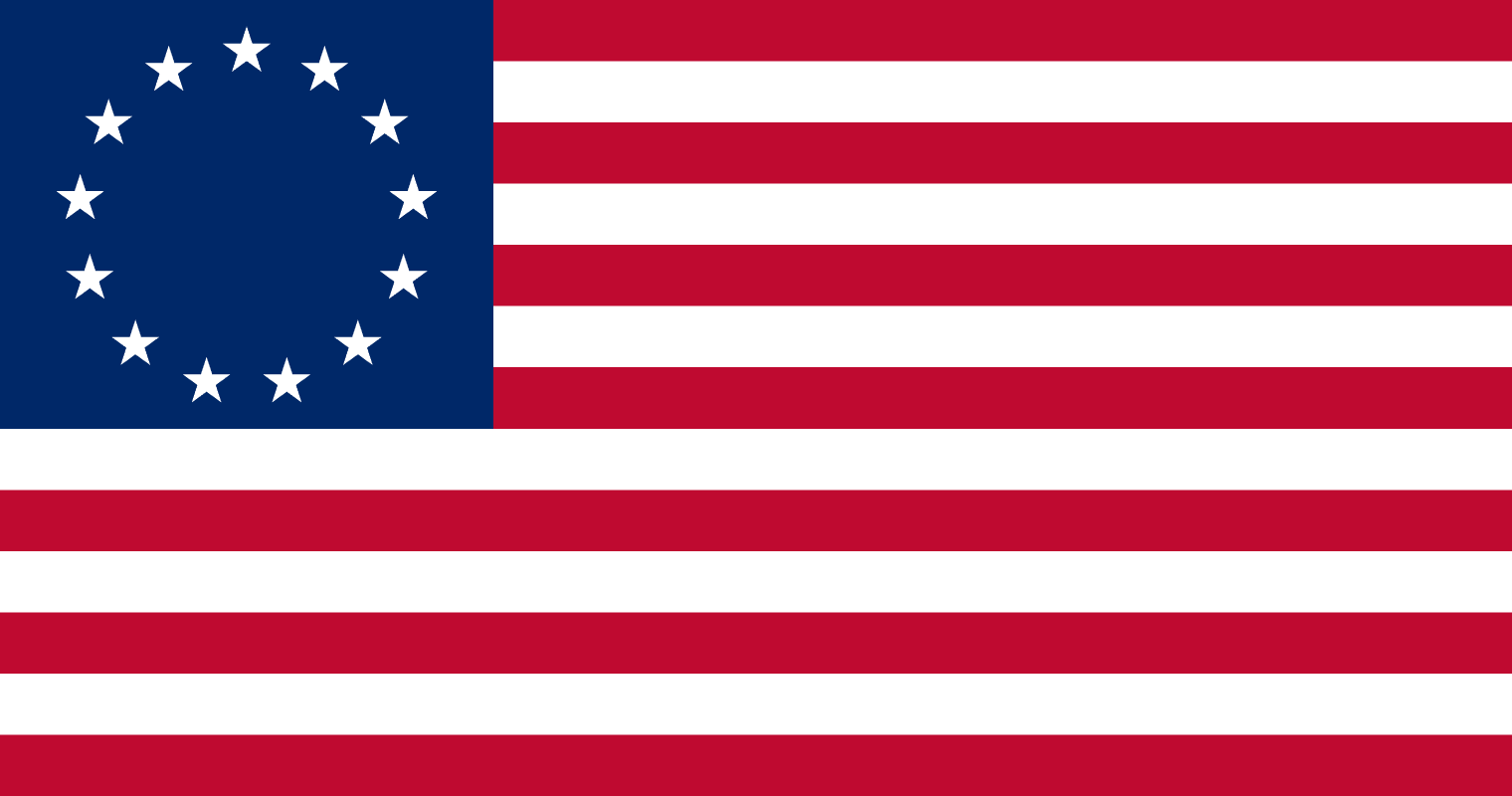
Betsy Ross a cusut primul steag al Statelor Unite ale Americii care conține dubla referire la cele 13 state originare, cele 13 stele pentagonale albe pe un fond albastru închis și cele 13 dungi orizontale alternative, 7 roșii și 6 albe.

Cele treisprezece colonii (în engleză, The Thirteen Colonies) au fost treisprezece colonii ale Imperiului britanic din America de Nord, separat delimitate, cartografiate și guvernate care s-au revoltat împreună împotriva Imperiului britanic, au semnat Declarația de Independență în 1776, devenind state suverane și independente, alcătuind ulterior entitatea statală federală a Statelor Unite ale Americii. 

## Cele Treisprezece Colonii

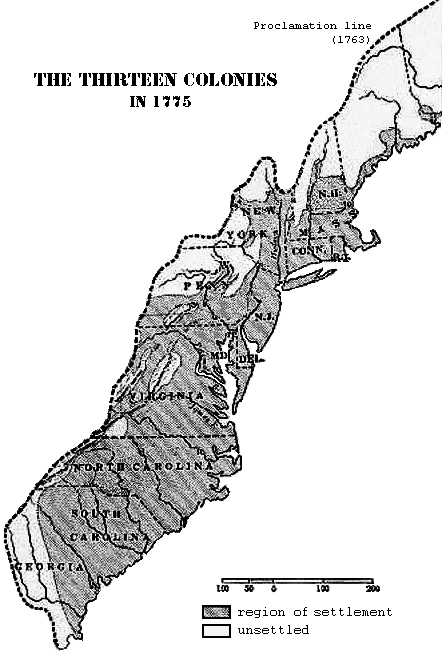
Cele 13 state au denunțat statutul de colonii în 1775 și s-au declarat independente în 1776.

Documentele contemporane aranjează aproape întotdeauna coloniile în ordine geografică, aproximativ de la nord la sud, așa după cum urmează. Divizarea în alte trei regiuni (cu excepția Noii Anglii) este o "construcție" târzie a istoricilor, pentru că Noua Anglie (în limba engleză, New England) a fost întotdeauna considerată a fi o regiune distinctă. 
- Noua Anglie (în original New England):
  - Provincia New Hampshire (în original Province of New Hampshire), devenită mai târziu statul New Hampshire;
  - Provincia Massachusetts Bay (în original Province of Massachusetts Bay), devenită mai târziu statele Massachusetts și Maine;
  - Colonia Rhode Island și Plantațiile Providence (în original Colony of Rhode Island and Providence Plantations), devenită mai târziu statul Rhode Island;
  - Colonia Connecticut (în original Connecticut Colony), devenită mai târziu statul Connecticut.
- Coloniile de mijloc (în original Middle Colonies):
  - Provincia New York (în original Province of New York), devenită mai târziu statele New York și Vermont;
  - Provincia New Jersey (în original Province of New Jersey), devenită mai târziu statul New Jersey;
  - Provincia Pennsylvania (în original Province of Pennsylvania), devenită mai târziu statul Pennsylvania;
  - Colonia Delaware (în original Delaware Colony, dar înainte de 1776, the Lower Counties on Delaware), devenită mai târziu statul Delaware.
- Coloniile Cheasapeake (în original Cheasapeake Colonies):
  - Provincia Maryland (în original Province of Maryland), devenită mai târziu statul Maryland;
  - Colonia și Dominionul Virginia (în original Colony and Dominion of Virginia), devenită mai târziu statele Virginia, Kentucky și Virginia de Vest.
- Coloniile de sud (în original Southern Colonies):
  - Provincia North Carolina (în original Province of North Carolina), devenită mai târziu statele Carolina de Nord și Tennessee;
  - Provincia South Carolina (în original Province of South Carolina), devenită mai târziu statul Carolina de Sud;
  - Provincia Georgia (în original Province of Georgia), devenită mai târziu statul Georgia.

Referirea unor dintre colonii ca fiind Chesapeake Colonies, se bazează pe vecinătatea acestora (Provincia Maryland și Colonia și Dominionul Virginia) cu un golf de dimensiuni mai reduse, cunoscut ca Chesapeake Bay.

## Formele de organizare administrativă și de proprietate a celor 13 colonii
Cele treisprezece colonii au fost fondate și organizate după trei modele: 
- Colonii proprietăți - arendate (Proprietary colonies) --- Pennsylvania, Delaware și Maryland. Coroana britanică (The British Crown) a conferit un document numit charter și apoi a arendat pământul respectiv unui proprietar privat (numit proprietor), care apoi a guvernat colonia. Coroana britanică deținea posesiunea coloniei, pe care o arenda, dar nu o guverna.

- Colonii regale (Royal colonies) --- New Hampshire, Massachusetts, New York, New Jersey, Virginia, North Carolina, South Carolina și Georgia. Coroana britanică deținea suveranitatea coloniei și o guverna.

- Colonii "charter" (Charter colonies) --- Rhode Island și Connecticut. Coroana britanică garanta un document numit charter unui grup de pionieri care colonizau locul, dar îl și guvernau.

## „Cazul special” Vermont
Deși statul (de mai târziu) Vermont, a participat la Revoluția americană, totuși nu a fost inclus în Cele 13 colonii. Motivele sunt multiple, printre care se situează și crearea statului independent numit Republica Vermont, proclamat la 18 ianuarie 1777.
Oricum,  Vermont a fost admis în Uniune la data de 4 martie 1791 ca cel de-al 14-lea stat al său, nefiind vreodată teritoriu al Statelor Unite, ci o republică suverană, așa cum au fost și alte cazuri mai târzii în istoria republicii federale care devenise  Statele Unite ale Americii, precum urmau a fi  California,  Texas și  Hawaii.

## Colonii britanice din America de Nord care nu s-au alăturat rebeliunii

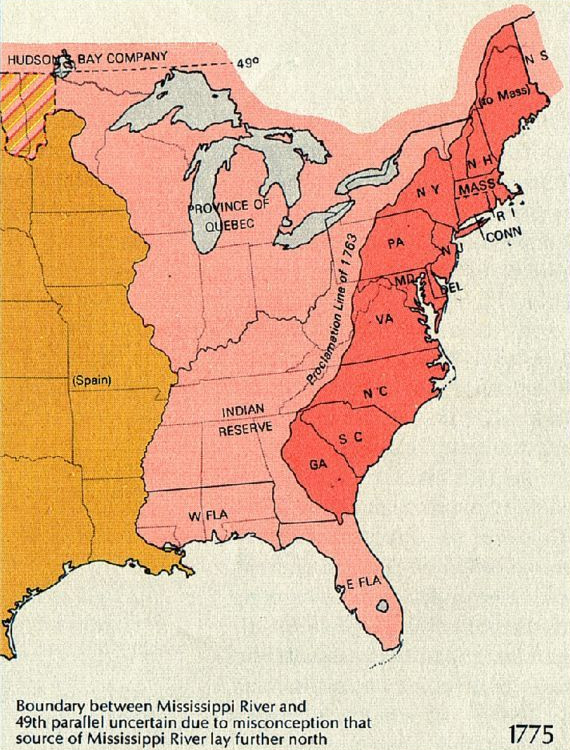
În 1775, britanicii au revendicat autoritatea atât asupra zonelor roșii, cât și a celor roz pe această hartă, iar Spania a deținut zona portocalie, la vest de râul Mississippi. Zona roșie este zona celor 13 colonii după Proclamația din 1763. (Harta realizată de Departamentul de Interne al SUA).

Imperiul Britanic a avut alte colonii în America de Nord continentală care nu s-au alăturat celor 13 colonii răzvrătite în 1775 - 1776. 

### Viitoare provincii aleCanadei
- Nova Scoția (incluzând provincia canadiană de azi New Brunswick);
- Newfoundland;
- St. John's Island (astăzi numită Prince Edward Island);
- Provincia Québec (1763-1791), care include provinciile Canadei de astăzi Québec și Ontario.

### Viitoare stateamericane
- East Florida (care astăzi formează cea mai mare parte a statului Florida);
- West Florida (care astăzi formează părți ale statelor Louisiana, Mississippi, Alabama, si Florida).